# Ciel (plaats)
Ciel is een plaats en voormalige gemeente in het Franse departement Saône-et-Loire in de regio Bourgogne-Franche-Comté en telt 600 inwoners (1999). De plaats maakt deel uit van het arrondissement Chalon-sur-Saône.

## Geschiedenis
Ciel is op 1 januari 2025 gefuseerd met de gemeente Verdun-sur-le-Doubs tot de gemeente Verdun-Ciel.

## Geografie
De oppervlakte van Ciel bedraagt 17,1 km², de bevolkingsdichtheid is 35,1 inwoners per km².

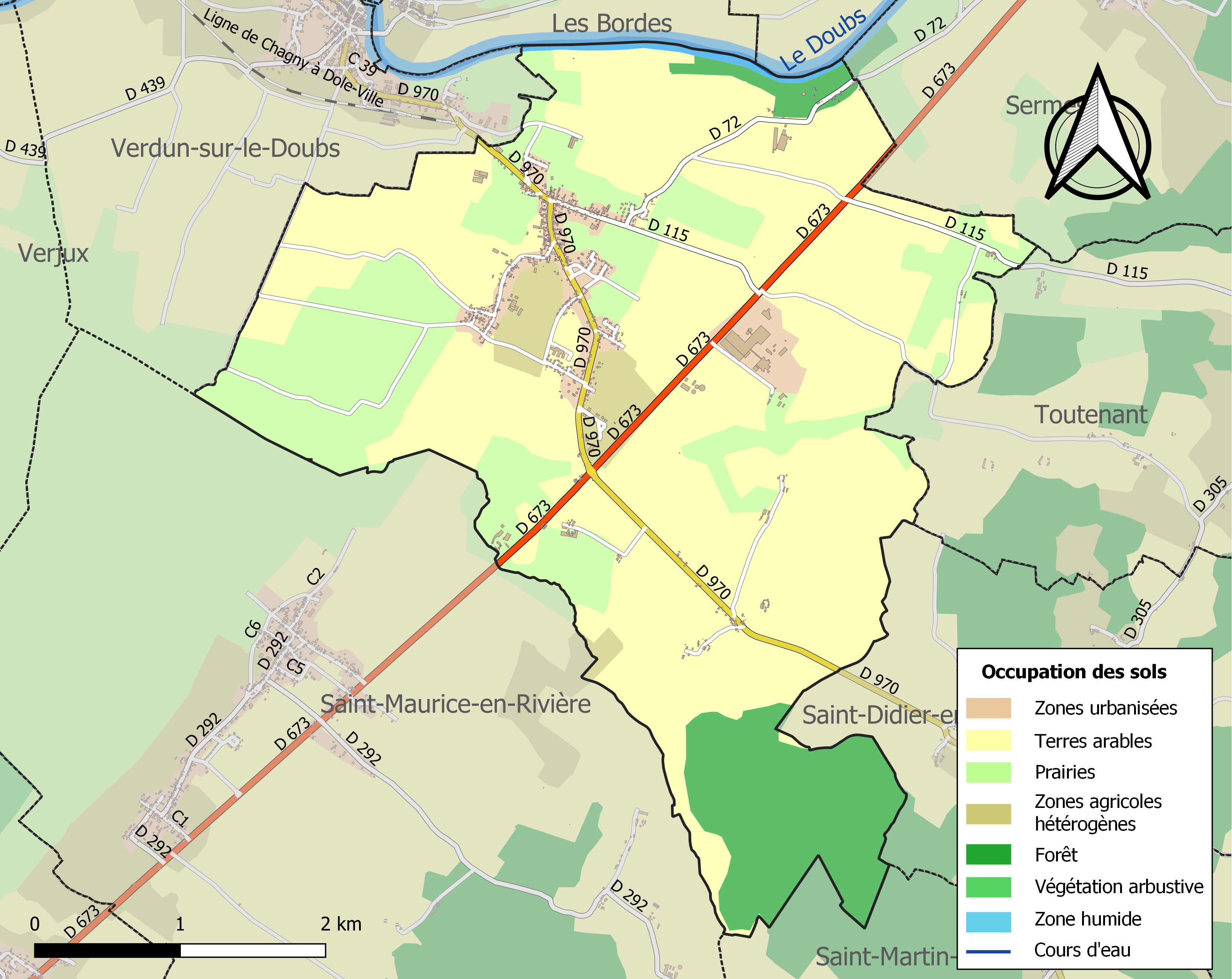
Kaart van de belangrijkste infrastructuur, bodemgebruik en omliggende gemeenten

## Demografie
Onderstaande figuur toont het verloop van het inwonertal.